# Рамзай (станция, Пензенская область)
Рамзай — станция в Мокшанском районе Пензенской области. Входит в состав Рамзайского сельсовета.

## География
Находится в центральной части Пензенской области на расстоянии приблизительно 11 км на запад-северо-запад по прямой от северо-западной окраины областного центра города Пенза.

## История
Основан в 1870-х годах как посёлок при одноимённой станции. В 1896 году — станция Рамзай Сызрано-Вяземской железной дороги с водокачкой, 12 дворов. В 2004 году 80 хозяйств.

## Население
| 1896 | 1926 | 1959 | 1979 | 1989 | 1996 | 2002 |
| ---- | ---- | ---- | ---- | ---- | ---- | ---- |
| 65   | ↘56  | ↗369 | ↘346 | ↘230 | ↘197 | ↘157 |
| 2010 |      |      |      |      |      |      |
| ↘143 |      |      |      |      |      |      |